# 日鉄物産荒井オートモーティブ
日鉄物産荒井オートモーティブ株式会社（にってつぶっさんあらいオートモーティブ、英語: NST ARAI Automotive Co.,Ltd.）は、愛知県愛西市須依町2189に本社工場を置く自動車部品・産業機材メーカー。1915年（大正4年）創業。1937年（昭和12年）1月設立。

## 沿革
- 1915年（大正4年）1月 - 荒井謬三の個人名義により愛知県名古屋市において創業[2]。
- 1937年（昭和12年）1月 - 資本金100万円にて株式会社荒井製作所に改組[2]。
- 1985年（昭和60年）8月 - イトマン株式会社と業務提携、同社が資本参加[2]。
- 1989年（平成元年）1月 - 台湾維格工業株式会社と委託生産開始。
- 1993年（平成5年）4月 - 住金物産株式会社によるイトマン吸収合併により、 住金物産が株主となる。[2]。
- 1999年（平成11年）4月 - 中国・泰州市のブレーキ工場と業務提携。
- 2003年（平成15年）10月 - ISO 9001認証取得[2]。
- 2005年（平成17年）4月 - 新メッキ工場を竣工[2]。
- 2005年（平成17年）7月 - 韓国の株式会社宇宝TECHと業務提携[2]。
- 2010年（平成22年）1月 - アメリカ合衆国のJR Manufacturing, Inc.に資本参加[2]。
- 2013年（平成25年）9月 - 自転車部品の事業から撤退し、ARAIブランドの使用権を中国の江蘇双征車業有限公司に譲渡[3]。
- 2013年（平成25年）10月1日 - 株主の住金物産が日鐵商事株式會社と合併し、商号を日鉄住金物産株式会社に変更。
- 2019年（平成31年）4月1日 - 日鉄物産荒井オートモーティブ株式会社へ社名変更[2]。株主の日鉄住金物産株式会社は日鉄物産株式会社へ社名変更。

## 生産品目
生産品目は自動車用部品、福祉用機材、OA関連製品など多岐にわたる。

### 自転車部品
創業時から自転車部品を製造していた。自転車ブレーキに関しては内拡式ブレーキ（ドラムブレーキ）は、特にタンデム自転車（2人乗り自転車）向け製品は耐久性や信頼面に優れ、日本国外の多くの車種で採用されている。
ドラムブレーキ取り付け部分の形式には「アライ互換」の呼称があり、世界的に事実上の統一規格となっている。

### 自動車部品
また近年は、自動車向けの分野に進出、とくに株式会社イノアックコーポレーション向けなど自動車シートのヘッドレストステーの生産が、自動加工機などを生産ラインを設備して、事業の主力となっている。